# Drogist

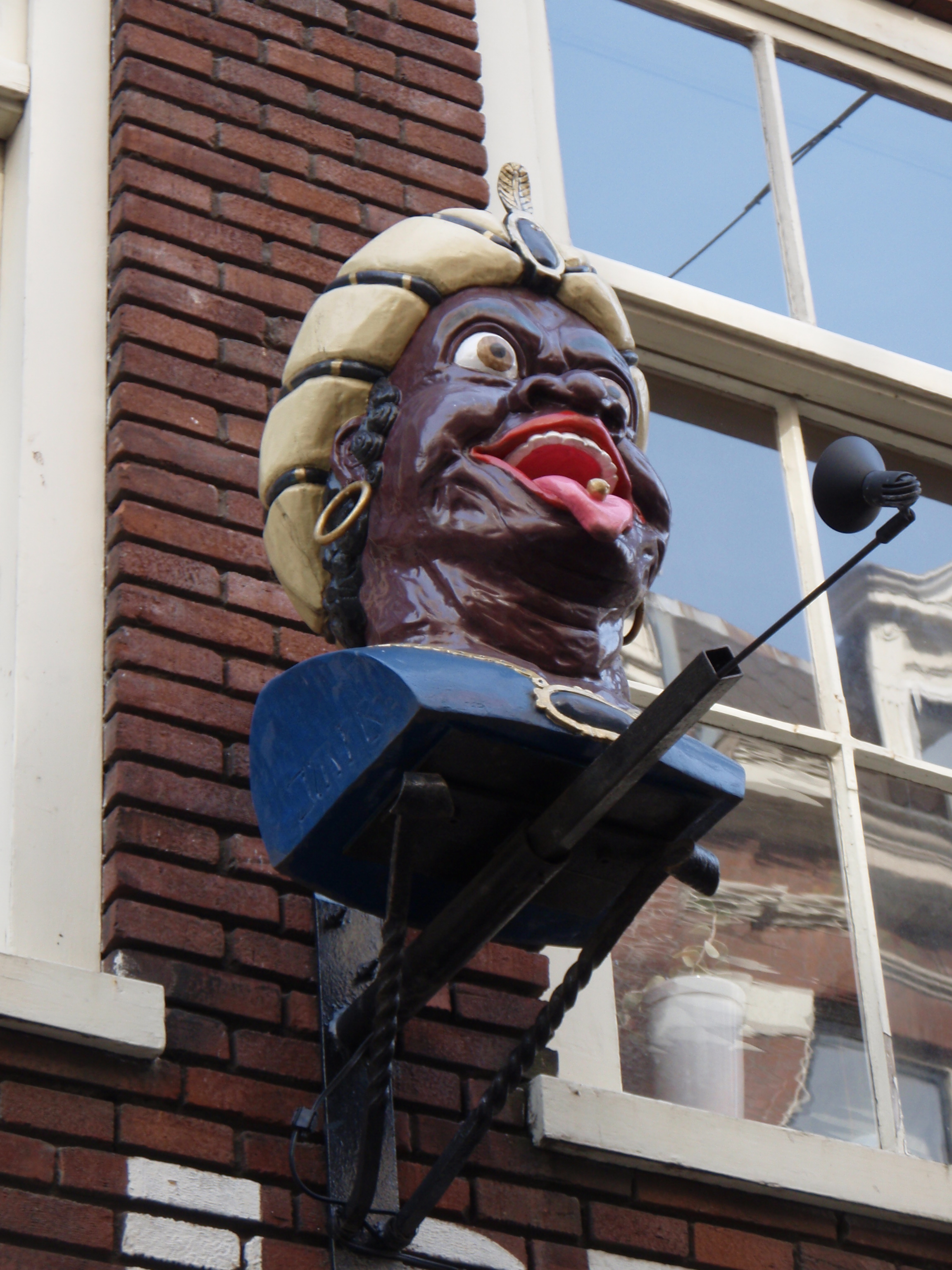
Uithangbord van een drogisterij, een zogenoemde gaper in Haarlem

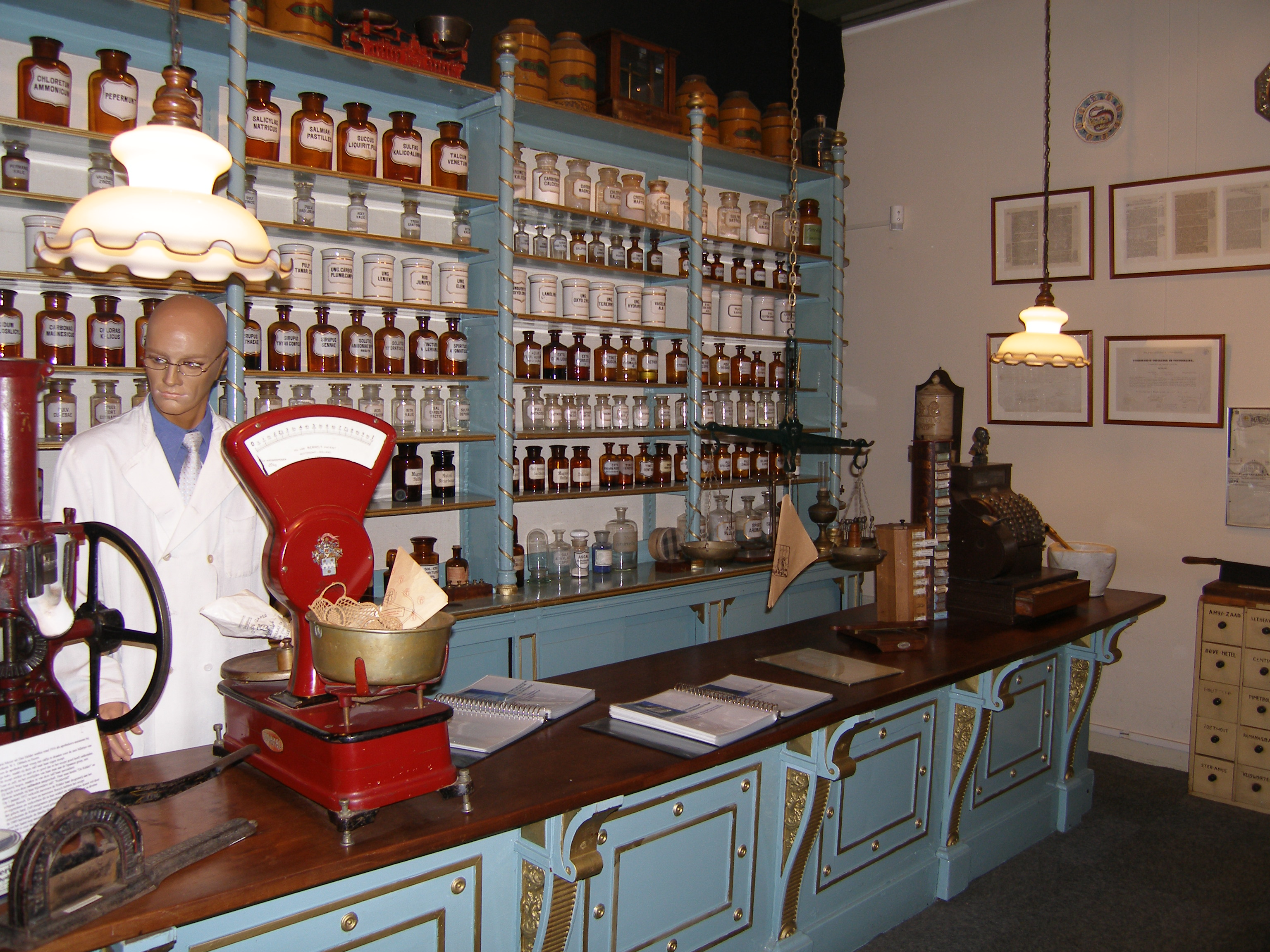
Drogisterij anno 1920

Een drogist of drogiste is de zaakvoerder van een drogisterij, een handelszaak waar medicinale en chemische producten werden verkocht, zoals medicinale kruiden, vergiften, verf, cosmetica, oplosmiddelen, (kleur-)poeders en schoonmaakproducten. Uiteraard voegden zich daarbij de materialen voor het gebruik ervan, zoals borstels, zeven en emmers. De naam is afgeleid van het Middelnederlandse woord droge. Ook de woorden drugs, drogen en drogue zijn afgeleid van dit woord. Medicinale kruiden werden vroeger vaak eerst gedroogd.
Vanwege de vereiste productkennis werd vroeger een drogisterij soms samen gehouden met een apotheek, of in een aanpalend pand, met dezelfde zaakvoerder. 
Meer en meer verkopen drogisterijen (zeker als zij tot een keten behoren) ook branchevreemde producten, zoals cd's, speelgoed en snoep. Omgekeerd vindt men in grootwarenhuizen steeds meer typische drogisterijproducten, omdat deze nog zelden los verkocht worden, en er via etikettering voldoende informatie aan de klant kan worden gegeven.

## Nederland
In een drogisterij is de aanwezigheid van iemand met het vakdiploma drogist vereist. Als de drogist afwezig is, is de assistent-drogist zijn of haar aangewezen vervanger. De opleiding tot drogist omvat drie onderdelen door het Centraal Bureau Drogisterijbedrijven omschreven als Adviseren 1, Adviseren 2 & Toezicht.  De Modules Adviseren 1 & 2 geven toegang tot het diploma Assistent-Drogist.  Er zijn geen bijzondere eisen verbonden aan de vooropleiding. Gediplomeerde drogisten en assistent drogisten dienen jaarlijks enkele nascholingsmodules te volgen met betrekking tot zelfzorggeneesmiddelen.
In de opleiding tot drogist worden de zogenoemde 'drogisten zelfzorgstandaarden' behandeld. Opleidingen in de drogisterijbranche kunnen mondeling, schriftelijk of via e-learning gegeven worden. De eindtermen en de examinering worden geregeld onder toezicht van de 'Stichting Drogistenfederatie Pharmacon Examens' te Maarssen.
De traditionele drogist is in Nederland vrijwel uitgestorven. De markt wordt beheerst door drogisterijketens en franchiseorganisaties als DA, D.I.O., Kruidvat, Etos, Trekpleister, De Tuinen en G&W GezondheidsWinkels. D.I.O. is eigendom van FACO, DA is sinds april 2007 een full franchise organisatie van Dynaretail bv welke na een faillissement eind 2015 in handen is gekomen van Holland Pharma. Kruidvat en Trekpleister maken deel uit van de A.S. Watson Group die op haar beurt weer onderdeel is van Hutchison Whampoa. Etos is onderdeel van Ahold Delhaize. Bij veel webshops kunnen online drogisterij-, parfum- en aanverwante artikelen gekocht worden. Daarnaast bestaan er zogenaamde omnichannel bedrijven zoals TopDrogist.nl die naast de webwinkel een aantal franchisewinkels van D.I.O., DA en PourVous in eigendom heeft.
In Maarssen was tot 1995 het Nederlands Drogisterij Museum gevestigd. Na een verhuizing werd het in 2013 gesloten. Drogisterijen hadden vroeger vaak een gaper buiten hangen.

## Vlaanderen

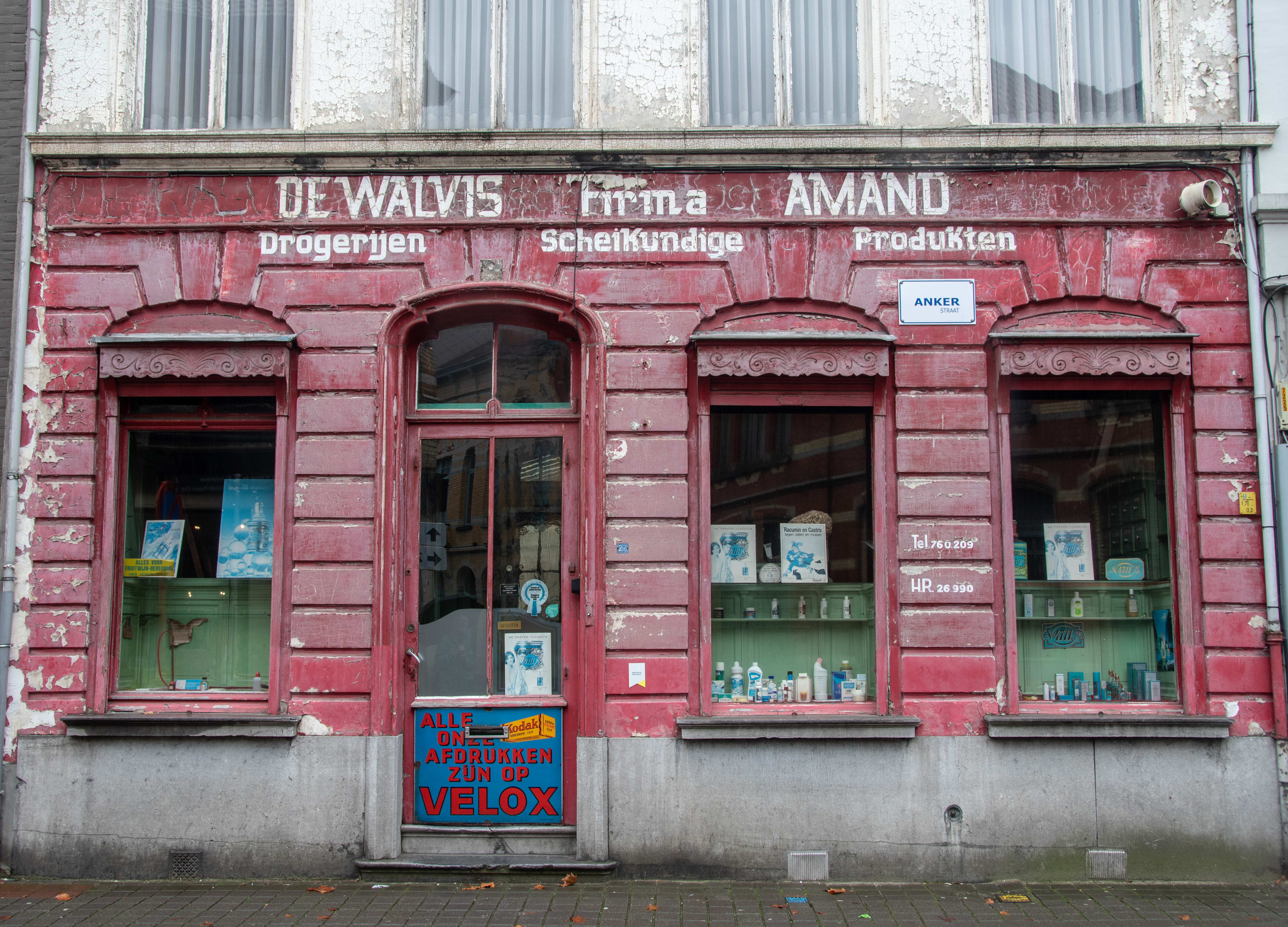
Voorgevel van drogisterij De Walvis in Sint-Niklaas

Het houden van een drogisterij is in Vlaanderen een "gereglementeerd beroep" en dus onderworpen aan de vestigingswetgeving. Men dient dus zowel de productkennis als de kennis van bedrijfsbeheer aan te tonen. De opleiding kan via een syntra-opleiding, maar ook via studierichtingen in het secundair onderwijs uit het studiegebied chemie, bijvoorbeeld farmaceutisch-technisch assistent. Voor afgestudeerden van het hoger onderwijs met een aanverwante opleiding (bijvoorbeeld bachelor in de farmaceutische technologie), a fortiori bij een Master in de chemie of farmaceutische wetenschappen is het bekomen van een vestigingsvergunning een formaliteit.